# Raport Valecha
Raport Valecha to popularna nazwa Raportu Narodowej Komisji do Spraw Więźniów Politycznych i Tortur w Chile. Raport ten został opublikowany 29 listopada 2004 r. Opisano w nim szczegółowo nadużycia służb kierowanych przez reżym Augusto Pinocheta w latach 1973 - 1990. Zeznania składane przez poszkodowanych zostały utajnione na 50 lat. Nie mogą one zostać użyte w procesach dotyczących łamania praw człowieka, w przeciwieństwie do „archiwów terroru” opisujących wydarzenia w Paragwaju oraz operacji Kondor.

## Charakterystyka raportu
Raport został przygotowany na wniosek prezydenta Chile Ricardo Lagosa przez ośmiu członków Narodowej Komisji do Spraw Więźniów Politycznych i Tortur, która powstała w sierpniu 2003 roku. Przewodniczył jej biskup Sergio Valech, należeli do niej: María Luisa Sepúlveda zastępczyni przewodniczącego, prawnicy Miguel Luis Amunátegui, Luciano Fouillioux, José Antonio Gómez (przewodniczący partii PRSD), Lucas Sierra, Alvaro Varela i psycholog Elizabeth Lira. Upublicznili raport, przez internet i w formie skróconej przez większość Chilijskich i światowych mediów w listopadzie 2004 r., podsumowując rezultaty 6-miesięcznego śledztwa. Drugą część raportu upowszechniono w czerwcu 2005 r.
Raport opiera się na złożonych przed Komisją zeznaniach 35 865 świadków, z czego 27 255 było ofiarami prześladowań. 94% z osób zeznało, że były torturowane. 11 osób narodziło się w więzieniu, a 91 dzieci było więzionych razem z rodzicami. Inną grupą było 978 nieletnich w czasie aresztowania. Średni czas więzienia osób wynosił pół roku. 1 czerwca 2005 r. opublikowana została druga część raportu. Zawiera ona też udokumentowane przypadki morderstw 1201 poszkodowanych osób, w tym 86 dzieci młodszych niż 12 lat, włączając w to nienarodzone dzieci, co daje razem 29 000 przypadków tortur (według związków poszkodowanych, przy zastosowaniu definicji tortury uznanej przez ONZ, w Chile torturom poddano ok. 400 tys. osób). Większość nowych przypadków nie została zawarta w pierwszym raporcie, ponieważ ich rodzice zostali straceni lub byli uznani za „zaginionych” - nie było zatem świadków potwierdzających zatrzymania (porwania) i zdarzenia, które nastąpiły później. Komisja ustaliła, iż 67,4% opisanych przypadków miało miejsce w pierwszym roku zamachu (1973 r.).
Rząd wprowadził pieniężną rekompensatę (pensja w wysokości około 140 euro, która jest niższa niż przeciętna krajowa wynosząca 150 euro), dla osób z problemami zdrowotnymi. Rodziny ofiar (3000 osób już nie żyje) nie otrzymały żadnego odszkodowania. Zgodnie z paragrafem 1040 raportu zeznania świadków zostały utajnione na 50 lat. Nie mogą one zostać użyte w procesach dotyczących łamania praw człowieka ani zostać upublicznione. Związki byłych politycznych więźniów nie dostały prawa dostępu do zeznań.

## Cytat z Raportu
Świadomie lub nieświadomie cały kraj pogrążył się w konspiracyjnej ciszy dotyczącej torturowanych ludzi. Przetrzymywanie w aresztach oraz tortury, były polityką rządu podczas reżymu, ustalaną i promowaną przez wpływowych polityków. Do tego celu zorganizowano środki, ludzi z różnych organizacji, ustanowiono dekrety oraz prawo, które chroniło takie represyjne zachowania. Represje miały poparcie w sądownictwie, które jako jedyne nie podlegało reżymowi, poparcie było czasem otwarte, często jednak dające się tylko wywnioskować z przebiegu procesów.
[Ponad 18 000 z 35 868 przesłuchanych osób] stwierdziło, że zostało zatrzymane pomiędzy sierpniem a grudniem 1973 r. W tym czasie, tortury stosowała armia i Carabineros [paramilitarna policja], praktyki te stosowano na skalę masową w całym kraju.
[Ponad 5 266 przesłuchanych osób] było politycznymi więźniami zatrzymanymi pomiędzy styczniem 1974 a sierpniem 1977, zastosowano wtedy nowe metody tortur. Do 1974 roku DINA (Narodowa Dyrekcja Wywiadu) była w pełni legalna oraz posiadała własny budżet.
[Blisko 4 000 przesłuchanych osób] stało się politycznymi więźniami, po zatrzymaniach pomiędzy sierpniem 1977 i marcem 1990. Ostatni okres trwania represji został przypieczętowany przez członków CNI (Narodowe Centrum Informacyjne). 3 059 osób było w tym czasie przetrzymywanych w ośrodkach CNI. W tym czasie wzrosło niezadowolenie z reżymu, aktywność policji i Carabineros wzrosła, ludzi gwałtem zamykano (na krótsze okresy) i torturowano (zwyczajnymi metodami). Część osób oddawano do dyspozycji CNI, wojsku lub trybunałom i kierowano na procesy.

## Zeznania
Przed komisją zeznawało 3 399 kobiet, niemal wszystkie były przedmiotem seksualnego napastowania, 316 kobiet zostało zgwałconych. 229 z nich zostało zatrzymanych podczas ciąży. Z powodu cierpień wywołanych torturami w 20. przypadkach doszło do przerwania ciąży, a w 15. efektem były przedwczesne narodziny w więzieniu. Trzynaście kobiet twierdziło, że zaszło w ciążę w wyniku gwałtów dokonanych przez strażników, 6 z tych ciąż skończyło się urodzeniem dzieci.
Zatrzymania i przesłuchania prowadzono w rozmaitych obiektach: w bazach wojskowych, posterunkach policji, na statkach, w urzędach miejskich, na stadionach (m.in. na stadionie narodowym), w obozach jenieckich, więzieniach i tajnych więzieniach kierowanych przez DINA i CNI.
Praktycznie każdy przesłuchany przez Komisję zapewniał, że aresztowania były przeprowadzane bardzo brutalnie, w obecności dzieci, zwykle w środku nocy, z krzykami, strzałami i grożeniem śmiercią osobom zatrzymanym i członkom ich rodziny, co samo w sobie tworzyło atmosferę terroru i zastraszenia w całym kraju.
Warunki w więzieniach bywały różne; na ogół jednak zatrzymani spali na gołej podłodze, bez materaca lub koca; często bez jedzenia i wody, lub z bardzo skromnym posiłkiem. W więzieniach Pinocheta przetrzymywano więźniów w zatłoczonych i niezdrowych warunkach, bez dostępu do toalet i wanien. Więźniowie byli zazwyczaj poddawani stałym upokorzeniom i nadużyciom siły.
W obiektach DINA istniały szczególnie niezdrowe warunki bytowe dla więźniów, połączone ze stałym naciskiem psychologicznym. Każdy zatrzymany był doprowadzany do aresztu z zawiązanymi oczami. W podobny sposób doprowadzano też aresztantów na brutalne przesłuchania.
Świadkami Komisji było 23 856 mężczyzn i 3399 kobiet. 766 osób w dniu aresztowania miało 16 i 17 lat; 226 miało 13 do 15 lat; a 88 miało 12 lat lub mniej. Wszyscy oni przeżyli urazy psychiczne i fizyczne a także tortury, które jeszcze w dniu przesłuchań przed Komisją pozostawiły w nich wyraźny, traumatyczny ślad.
Świadkowie dokładnie opisywali skutki behawioralne, emocjonalne i psychologiczne aresztowań i traktowania w więzieniach. Niemal wszyscy opisywali też swoje osobiste odczucia, zarówno z czasu samego pobytu w więzieniach, jak i trwające do dnia przesłuchania przed Komisją. Typowymi emocjami w trakcie aresztowania i pobytu w więzieniach były: niepewność, strach, upokorzenie, zawstydzenie i poczucie winy. Charakterystyczne emocje trwające do dnia przesłuchania obejmowały: przygnębienie oraz drążący i beznadziejny niepokój. U niektórych osób stwierdzono kłopoty z utrzymywaniem koncentracji i pamięcią; inni opowiadali o konfliktach i kryzysach rodzinnych, kończących się często zniszczeniem ich małżeństw. Wspominali również o odrzuceniu przez znajomych i środowisko. Ofiary najbardziej wspominały zaburzenia snu i chroniczną bezsenność, oraz behawioralne zahamowania takie jak fobie i lęki.

## Metody tortur
Metody tortur opisane przez świadków przed Komisją:
- Katowanie
- Seksualna agresja i gwałty
- Umyślne uszkodzenia ciała
- Wiązanie i zawieszanie ludzi na hakach
- Zmuszanie do zajmowania określonych, niewygodnych pozycji
- Rażenie elektrycznością
- Groźby
- Pozorowanie egzekucji poprzez wymianę ognia (przez oddział)
- Upokarzanie
- Obnażanie aż do nagości
- Zmuszanie do patrzenia i słuchania torturowania innych osób
- Rosyjska ruletka
- Zmuszanie do patrzenia na egzekucje
- Zamykanie w karcerze
- Odbieranie poczucia sensu życia
- Celowe uniemożliwianie lub częste przerywanie snu
- Duszenie
- Wystawianie na ekstremalne temperatury

## Krytyka
Chilijski Związek Byłych Polityków - Więźniów Dyktatury, skrytykował zbyt ostre kryteria, jakie dobrała Komisja Valecha przy pisaniu raportu, do definicji tortur, w porównaniu do tych, które zaakceptowały Narody Zjednoczone:
- Zatrzymanie musiało trwać dłużej niż pięć dni (w 1986 w Santiago, 120 tysięcy ludzi było zatrzymanych przez siły zbrojne. Z tych 120 tysięcy tylko 24 000 były przetrzymywane przez carabineros dłużej niż cztery i pół dnia).
- Zatrzymani musieli przebywać w jednym z 1200 oficjalnych miejsc tortur z listy komisji (wliczając w to Villa Grimaldi, Colonia Dignidad itd.). Odrzucono wszystkie przypadki tortur w pojazdach oraz na ulicy. Od 1980 roku CNI, które zastąpiło DINA, nie brało już ludzi do miejsc zatrzymań, ofiary tych zatrzymań nie zostały więc uwzględnione w Raporcie. Powoduje to, że podawana przez Raport proporcja 67,4% przypadków nadużyć, które miały miejsce w 1973 roku nie może być uznana za wiarygodną. Np. Carmen Gloria Quintana, która została spalona żywcem w połowie lat ’80, nie została uznana za ofiarę tortur według kryteriów tej komisji.
- Zatrzymania musiano dokonać na terenie kraju (z wyjątkiem operacji Kondor).
- Zatrzymania musiała dokonać DINA, chilijska tajna policja, co wyłączyło z Raportu wszystkie tortury dokonane przez armię lub zwykłą policję.

Związek Więźniów Dyktatury podkreślał też fakt, że komisja przesłuchiwała tylko przez pół roku przy małym nagłośnieniu medialnym w kraju. Stało się to wbrew wytycznym Narodów Zjednoczonych postulujących, aby przedłużono okres przesłuchań. Na prowincji jedynym sposobem uzyskania informacji o przeprowadzaniu przesłuchań był Internet. Osoby z prowincji, które zdołały dowiedzieć się o pracach komisji musiały zeznawać w obecności lokalnych władz, w których nadal często zasiadali ci sami politycy, którzy wcześniej sami uczestniczyli w aparacie terroru. Komisja przesłuchiwała tylko w godzinach pracy, zmuszając ludzi do proszenia pracodawców o zezwolenia na zeznawanie, przy czym pracodawcom pozostawiono możliwość odmowy zezwolenia. Nie przyznano żadnej psychologicznej pomocy ofiarom tortur, które ponownie przeżywały horror sprzed lat, niektóre z nich przeżywały przesłuchanie jako powrót do bycia ofiarą. Byli więźniowie polityczni informowali o przypadkach odrzucenia zeznań dzieci i młodzieży poniżej 18. roku życia z powodu niemożności opisania przez nich dokładnie wszystkich szczegółów torturowania i daty aresztowania, część z tych dzieci miało pięć lub mniej lat w czasie aresztowania.